# Pseudidothea hoplites
Pseudidothea hoplites là một loài chân đều trong họ Pseudidotheidae. Loài này được Poore & Bardsley miêu tả khoa học năm 2004.